# Acacia asepala
Acacia asepala — вид квіткових рослин з родини бобових, що зростає в Австралії. Цей вид акації росте в низьких евкаліптових лісах у суглинку або піщаному суглинку в трьох різних популяціях, на південний схід від озера Марвел-Лох, поблизу Форрестанії та в національному парку Френка Ганна в біорегіонах Ейвон Вітбелт, Кулгарді та Маллі в Західній Австралії. Це розлогий, багатогіллястий кущ з червонувато-коричневими гілочками; голими голчастими філодіями на коротких виступах стебла; кулястими головками яскравих, середньо-золотисто-жовтих квіток і вузько-видовженими стручками завдовжки до 40 мм.

## Морфологічний опис
Це розлогий і багатогіллястий кущ із червонувато-коричневими гілками, який зазвичай досягає 0.5–1.5 метра заввишки та 1.0–1.7 метра завширшки. Філодії голі, густоголчасті, 10–25 мм завдовжки і переважно 1 мм завширшки. Квітки розташовані в двох кулястих головках у пазухах на квітконіжках завдовжки 2 мм, кожна голова діаметром 4 мм із приблизно 10 золотисто-жовтими квітками. Цвітіння спостерігається з початку серпня. Стручки від вузько-видовженої до S-подібної або круглої форми, завдовжки 10–40 мм, 5–8 мм ушир.